# Hilberts artonde problem
Hilberts artonde problem är ett av Hilberts 23 problem. Det formulerades år 1900 relaterat till tre frågor:
- Finns det ändligt många väsentligt olika rymdgrupper i {\displaystyle n}-dimensionella euklidiska rymden.
- Finns det regelbundna polyedrar som fyller rummet?
- Vilken är det tätaste sättet att packa sfärer?

Det första problemet löstes av Ludwig Bieberbach, det andra löstes av Karl Reinhardt år 1928 och det tredje löstes av Thomas Callister.